# Manifesto dos Mineiros
O Manifesto dos Mineiros foi uma carta aberta publicada em 24 de outubro de 1943, no aniversário da vitória da Revolução de 1930,  por importantes nomes da intelectualidade liberal (advogados e juristas) do estado de Minas Gerais em defesa da redemocratização e do fim do Estado Novo (regime ditatorial comandado por Getúlio Vargas).
Na esteira da Revolução de 1930, liderada pelos estados de Minas Gerais, Rio Grande do Sul e Paraíba, o Manifesto pedia a redemocratização do país, rejeitando tanto a ditadura do Estado Novo como o retorno aos padrões vigentes até 1930. Moderado nas críticas ao governo, fundamentava-se na tradição histórica mineira e defendia uma democracia de cunho social e não apenas político. O regime ainda estava forte e não foi abalado pelo manifesto, mas ele se constituiu uma referência do processo de redemocratização, desencadeado em janeiro de 1945, com a exigência feita no Primeiro Congresso Brasileiro de Escritores de um governo eleito por "sufrágio universal, direto e secreto", e a divulgação da entrevista de José Américo de Almeida e de Carlos Lacerda, pedindo eleições presidenciais e discordando de uma possível candidatura de Getúlio Vargas.

## Crise do Estado Novo
À época, o Brasil vivia uma contradição entre sua vida política interna e sua postura internacional: internamente, sob a ditadura de Getúlio Vargas desde 1937; na Europa a Força Expedicionária Brasileira integrava-se aos Aliados para enfrentar as ditaduras nazi-fascistas de Mussolini e Hitler.
Cerrada censura impedia a pregação democrática, inexistia a liberdade de expressão, intelectuais liberais e socialistas eram encarcerados ou banidos. Vargas mantinha o Congresso fechado, censurava a imprensa, e ameaça a liberdade democrática. O chefe da polícia política, Filinto Müller, era acusado de prisões arbitrárias e tortura. Foi quando um grupo de personalidades de Minas Gerais decidiu redigir uma carta e fazê-la circular pelo país,  clandestinamente.  O documento ficou conhecido como "Manifesto dos Mineiros".
Finalmente publicado em jornal, resultou em prisões, demissões de cargos públicos e todo tipo de perseguição contra seus signatários. Foi, contudo, o primeiro gesto libertário, que deu início à reação nacional, culminando com a derrubada do regime ditatorial no Brasil, em 1945, após o término da Segunda Guerra Mundial. 
Entre os seus 92 signatários, estavam Adauto Lúcio Cardoso, Adolfo Bergamini, Afonso Arinos de Melo Franco, Afonso Pena Júnior, Alaor Prata, Alberto Deodato, Álvaro Mendes Pimentel, Antônio Neder, Artur Bernardes, Caio Mário da Silva Pereira, Carlos Horta Pereira,  Daniel de Carvalho, Dario de Almeida Magalhães, Darci Bessone de Oliveira Andrade, Edgar da Matta Machado, Francisco Mendes Pimentel, Gilberto Alves da Silva Dolabela, João Franzen de Lima, José de Magalhães Pinto, Lahyr Tostes, Mário Brant, Miguel Mauricio da Rocha, Milton Campos, Odilon Duarte Braga, Olavo Bilac Pinto, Paulo Pinheiro Chagas, Pedro Aleixo, Pedro Nava, Silvio Marinho, Tristão da Cunha e Virgílio Alvim de Melo Franco.